# 道格拉斯·布斯
道格拉斯·約翰·布斯（英語：Douglas John Booth，1992年7月9日—）是一位英國男演員。出過過較著名的是在BBC Two電視電影《喬治男孩》（2010年）中飾演喬治·艾倫·奧多德、電視短劇《遠大前程》（2011年）中的皮普以及電影《羅密歐與茱麗葉》（2013年）中的羅密歐。2014年，布斯出演了戴倫·艾洛諾夫斯基的《挪亞方舟》和瓏·雪兒菲格的《高富帥俱樂部》。

## 早期生活
布斯出生在倫敦的格林尼治。母親Vivien（娘家姓De Cala）是一位畫家，而父親Simon則是名金融顧問，以及花旗集團與德意志銀行的金融部門的前董事。他的父親有著英國血統，而母親擁有西班牙和荷蘭血統。布斯的姊姊Abigail曾從切爾西藝術與設計學院畢業。10歲時，布斯從生長地格林尼治搬至塞文歐克斯
。

## 職業生涯
2010年，布斯於BBC Two頻道的電視電影《喬治男孩》中的演出使他獲得了廣大的知名度。後來還出演了BBC的2011年電視電影《克里斯多夫和他的思想》與電視短劇《遠大前程》。2015年2月，他出演了華卓斯基姐弟執導的科幻電影《朱比特崛起》，由蜜拉·庫妮絲、查寧·坦圖和艾迪·瑞德曼主演。而布斯也在《傲慢與偏見與殭屍》中飾演賓利先生，改編自賽斯·葛雷恩·史密斯的同名小說，電影定於2016年上映。

## 個人生活
布斯和姊姊Abigail共住在伯蒙德的一間公寓。2015年，他被《GQ》雜誌選為50位最佳穿搭英國男人之一。他本身支持HeForShe團體的女權運動，並把自己形容為「性別平等的激進支持者」。

## 作品列表
| 年份 | 標題                    | 角色                   | 附註             |
| ---- | ----------------------- | ---------------------- | ---------------- |
| 2009 | 穿越時空的古宅          | Sefton                 |                  |
| 2010 | 喬治男孩                | 喬治男孩               | 電視電影         |
| 2010 | 聖殿風雲                | 尤斯塔斯               | 電視短劇         |
| 2011 | 克里斯多夫和他的思想    | Heinz Neddermayer      | 電視電影         |
| 2011 | 遠大前程                | 菲利普·「皮普」·皮利普 | 電視短劇         |
| 2012 | 美國LOL：我的愛情我的夢 | 電視短劇               |                  |
| 2012 | In Love with Dickens    | Ham                    | 電視紀錄片       |
| 2013 | 羅密歐與茱麗葉          | 羅密歐·蒙泰古          |                  |
| 2014 | Sweat                   |                        | 短片             |
| 2014 | Geography of the Heart  | Sean                   | 片段：「London」 |
| 2014 | 挪亞方舟                | 閃                     |                  |
| 2014 | 高富帥俱樂部            | 哈利·維納斯            |                  |
| 2015 | 朱比特崛起              | 泰塔斯                 |                  |
| 2015 | 無人生還                | 安東尼·馬爾斯頓        | 電視短劇         |
| 2016 | 傲慢與偏見與殭屍        | 賓利先生               |                  |
| 2016 | 萊姆豪斯的殺人魔        | 丹·萊諾                |                  |
| 2017 | 至爱梵高·星空之谜       | Armand Roulin          | 配音             |

## 外部連結
- 道格拉斯·布斯在互联网电影资料库（IMDb）上的資料（英文）
- Douglas Booth （页面存档备份，存于） at Curtis Brown
- Evening Standard interview （页面存档备份，存于）